# Planckov naboj
Planckov naboj (oznaka {\displaystyle q_{\rm {P}}\,}) je naravna enota za naboj, ki meri 1,8755459 ×10−18 C. Je ena izmed osnovnih enot v Planckovem sistemu enot (ostale so še Planckova dolžina, Planckova masa, Planckova temperatura in Planckov čas).
Planckov naboj določimo na naslednji način:
{\displaystyle q_{\rm {P}}={\sqrt {4\pi \varepsilon _{0}\hbar c}}={\sqrt {2ch\varepsilon _{0}}}={\frac {e_{0}}{\sqrt {\alpha }}}=1,8755459\cdot 10^{-18}} C,
kjer je 
- reducirana Planckova konstanta (h/2π, oznaka {\displaystyle \hbar }),
- {\displaystyle c\,} hitrost svetlobe,
- {\displaystyle \varepsilon _{0}\,} influenčna konstanta,
- {\displaystyle e_{0}\,} osnovni naboj,
- {\displaystyle \alpha \,} konstanta fine strukture (1/137,03599911).

## Značilnosti
Planckov naboj je {\displaystyle \alpha ^{-1/2}\approx 11,706\,} krat večji kot naboj elektrona.
V Gaussovem sistemu enot je {\displaystyle 4\pi \varepsilon _{0}=1\,} in Planckov naboj je enak:
{\displaystyle q_{\rm {P}}={\sqrt {\hbar c}}\!\,.}